# آلفردو روبرت
آلفردو روبرت (ایتالیایی: Alfredo Robert؛ ۵ آوریل ۱۸۷۷ – ۳۱ مارس ۱۹۶۴) یک هنرپیشه و کارگردان فیلم اهل ایتالیا بود.
از فیلم‌ها یا مجموعه‌های تلویزیونی که وی در آن‌ها نقش داشته‌است، می‌توان به دکتر آنتونیو وکاستا دیوا اشاره نمود.